# Нойштадт-Глеве
Нойштадт-Глеве (нім. Neustadt-Glewe) — місто в Німеччині, розташоване в землі Мекленбург-Передня Померанія. Входить до складу району Людвігслуст-Пархім. Центр об'єднання громад Нойштадт-Глеве.
Площа — 93,91 км2. Населення становить 6997 ос. (станом на 31 грудня 2020).

## Галерея

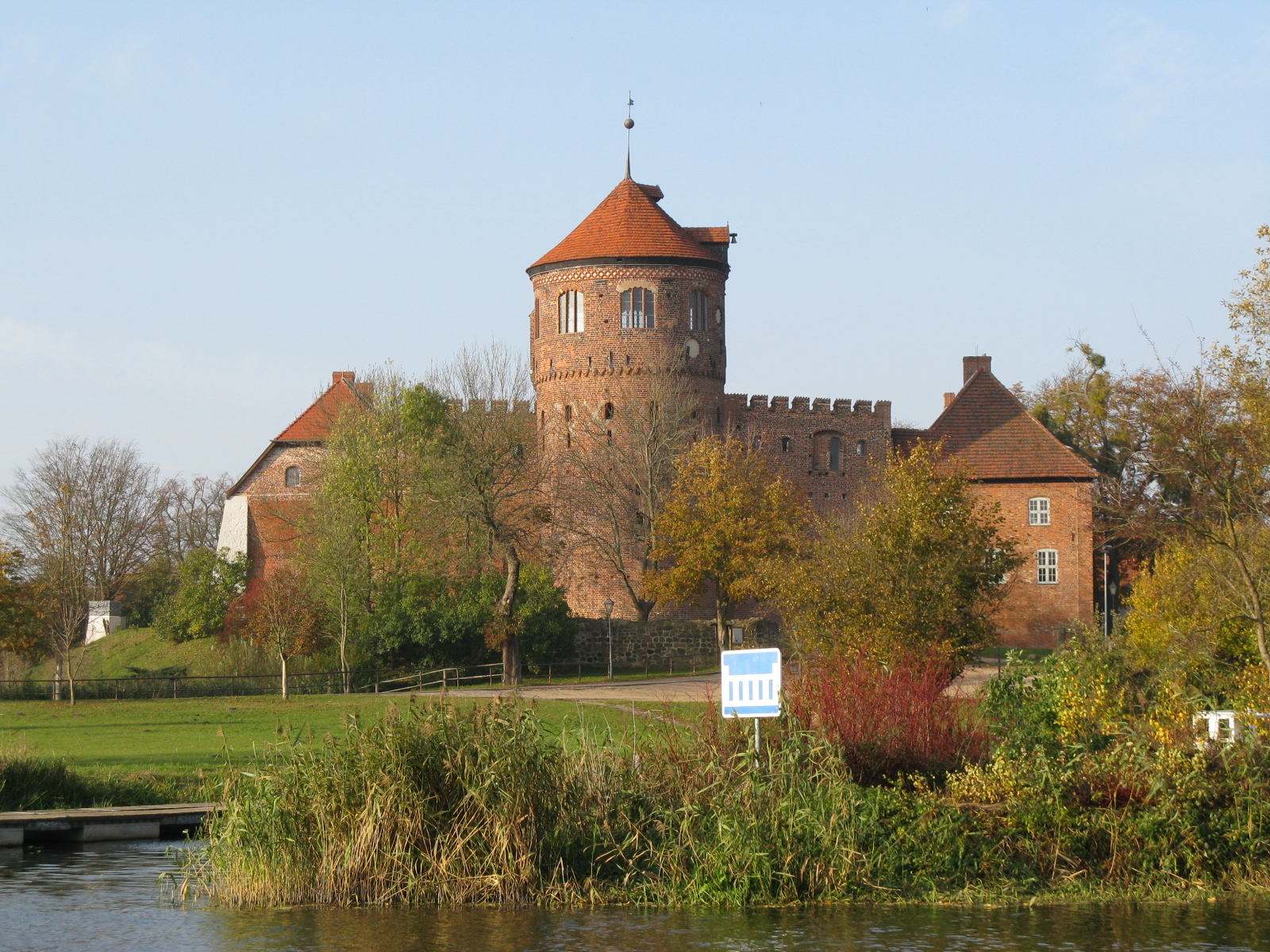
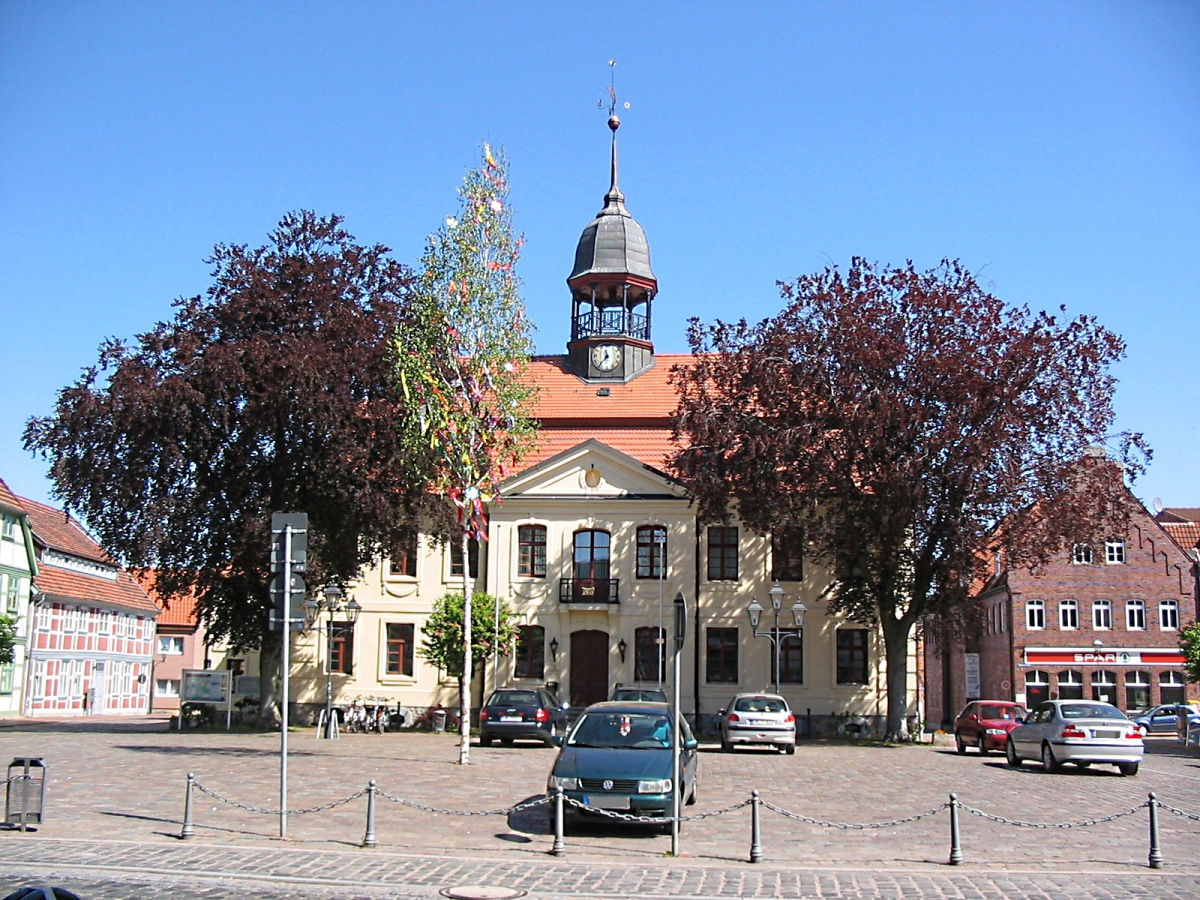
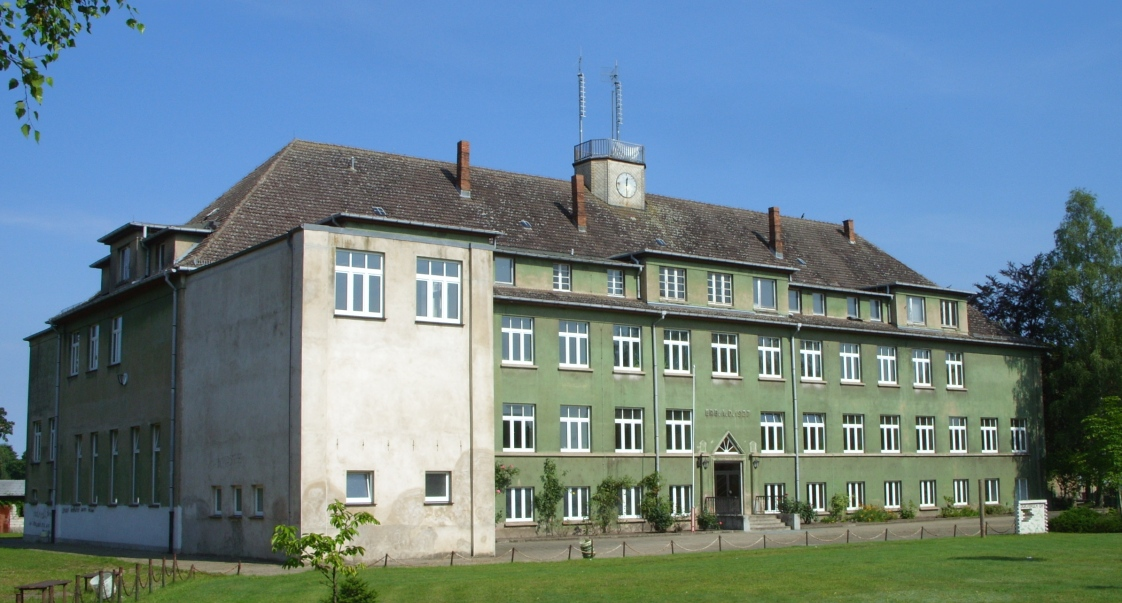
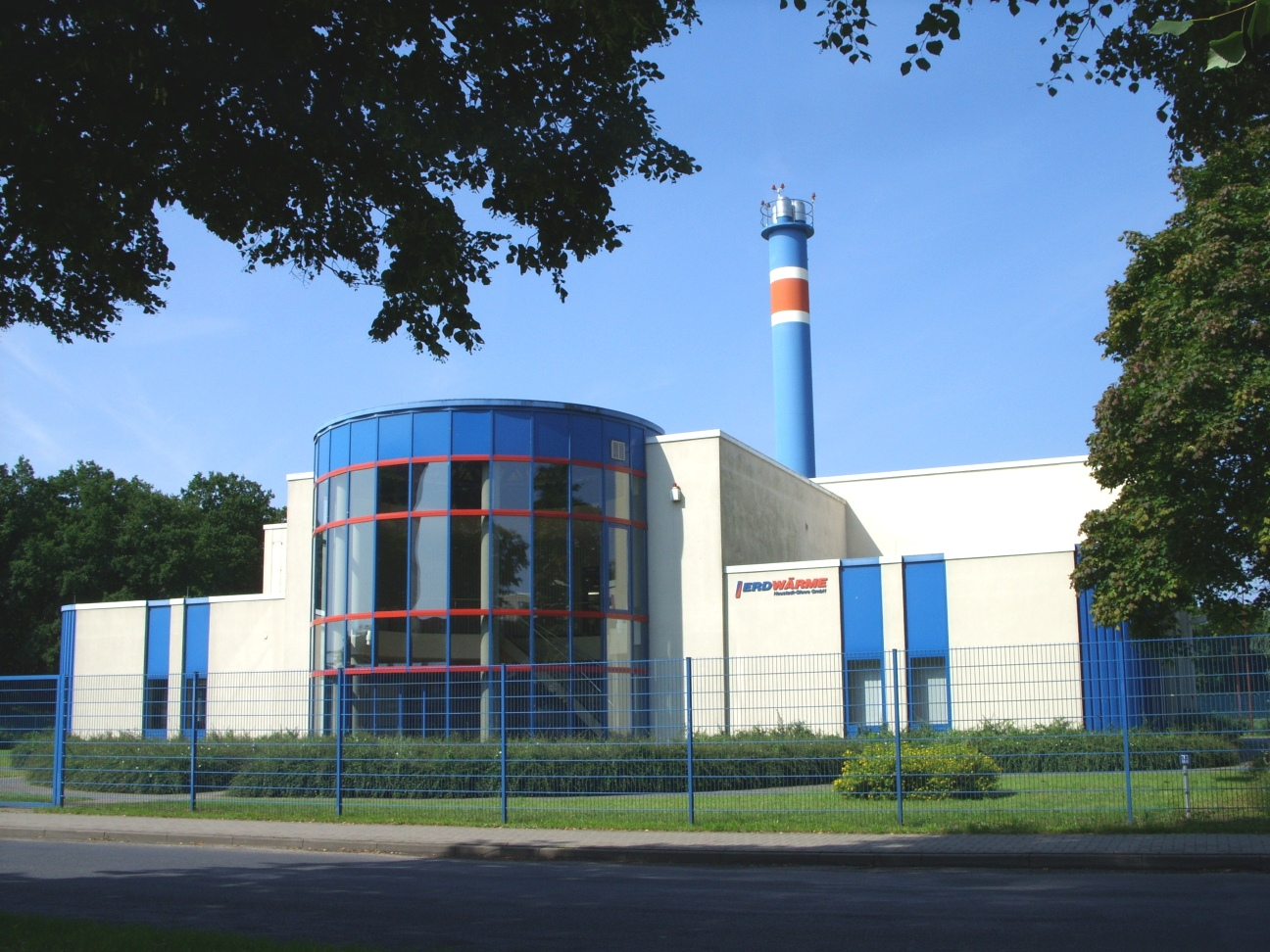
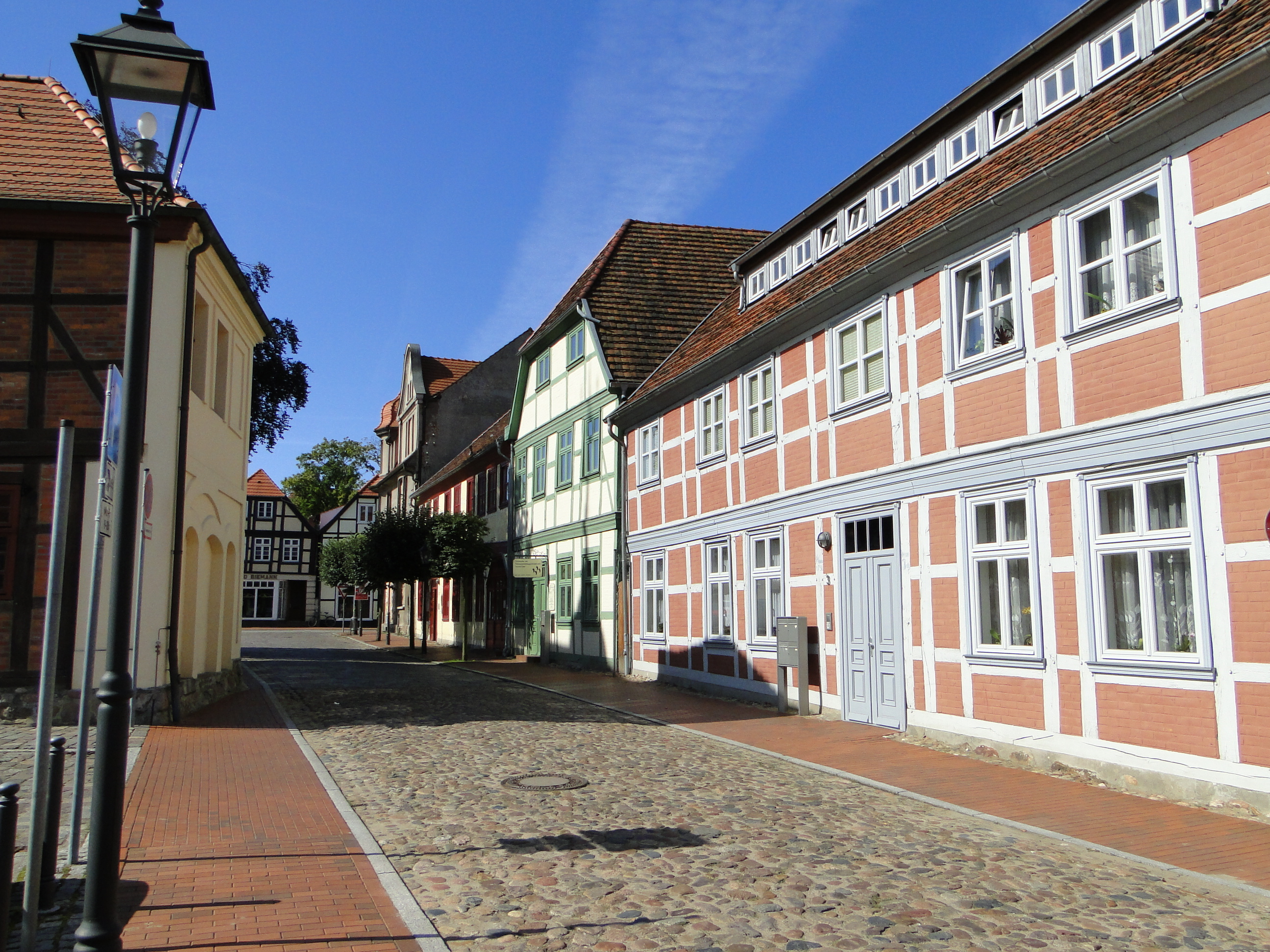
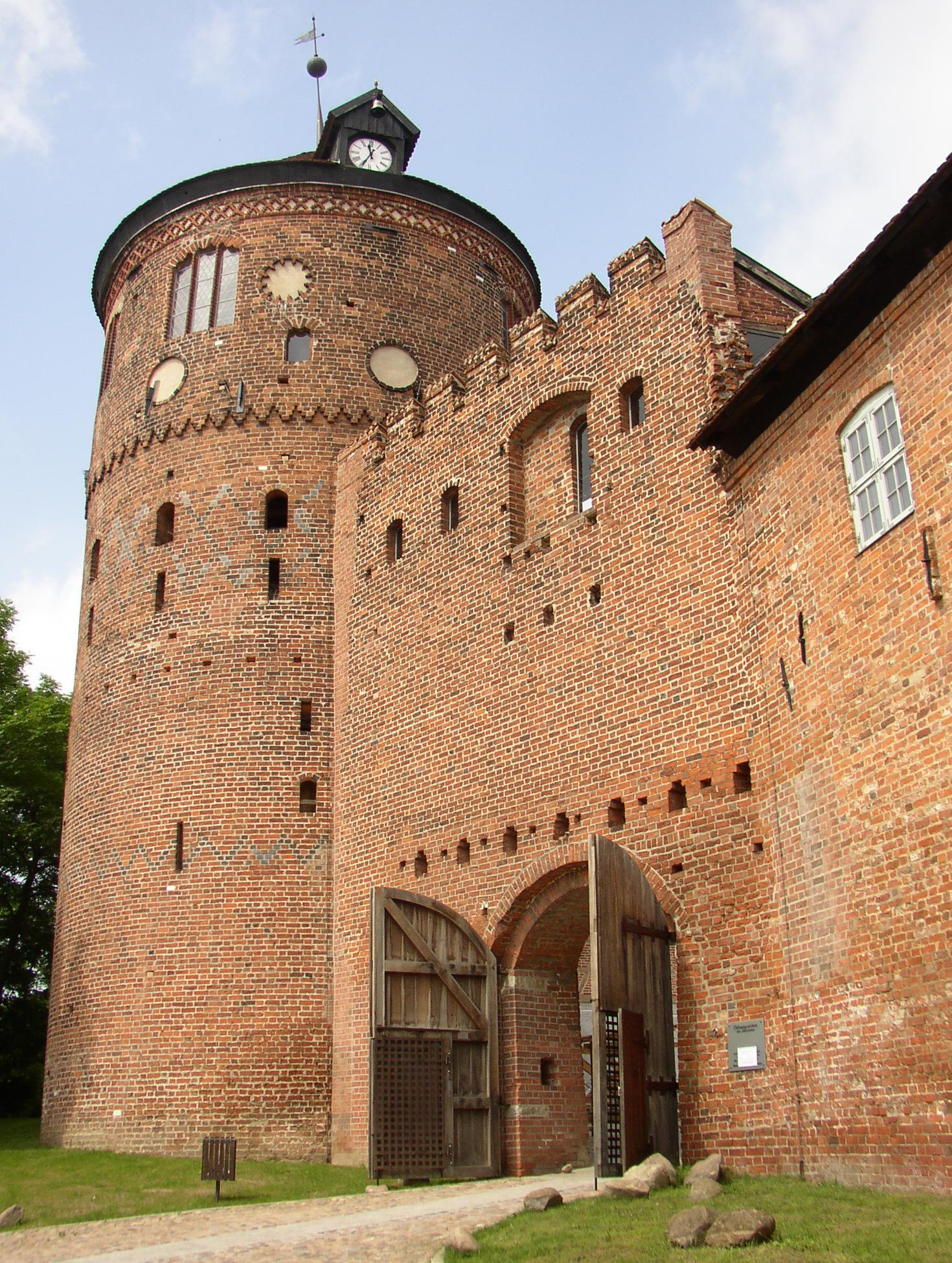